# Рудники (Соколовський повіт)
Рудники (пол. Rudniki) — село в Польщі, у гміні Репки Соколовського повіту Мазовецького воєводства.
Населення — 165 осіб (2011).
У 1975-1998 роках село належало до Седлецького воєводства.

## Демографія
Демографічна структура станом на 31 березня 2011 року:
|          | Загалом | Допрацездатний вік | Працездатний вік | Постпрацездатний вік |
| -------- | ------- | ------------------ | ---------------- | -------------------- |
| Чоловіки | 75      | 13                 | 47               | 15                   |
| Жінки    | 90      | 14                 | 37               | 39                   |
| Разом    | 165     | 27                 | 84               | 54                   |